# Biserica de lemn din Târnăvița, Arad

Biserica de lemn din Târnăviţa, Arad, 1926

Biserica de lemn din Târnăvița, județul Arad, cu hramul Sfântul Nicolae a fost folosită până în anul 1938, când a fost demolată. 

## Istoric
Dintr-o însemnare făcută pe filele unui exemplar al Cazaniei lui Varlaam, se poate afla că în anul 1661 exista o „sfântă biserică în Târnăvița”, construită din lemn și care avea hramul „Sf. Nicolae”, menționată și în 1755 ca fiind veche. Biserica a avut icoane executate în primul sfert al secolului al XVIII-lea de către un zugrav anonim din Munții Apuseni. În anul 1772 este construită o altă biserică de lemn, cu același hram, situată pe deal, în cimitir, care în anul 1938, datorită stării avansate de degradare, a fost demolată. Actualul lăcaș de cult a fost construit între 1939-1940, din contribuția benevolă a credincioșilor din Târnăvița, fiind folosite și materiale rezultate din demolarea vechii biserici din deal, care a dăinuit acolo de prin anii 1700 până în 1938. Noua biserică a fost renovată între anii 1983-1984, pereții fiind îmbrăcați în bolțari. S-a împodobit cu pictură în anul 1989 în timpul păstoririi PS. Dr. Timotei Seviciu, episcop al Aradului, protopop fiind Pr. Ioan Brădean, iar conducător al parohiei Pr. Petru Bulea. Pictura, în tehnică frescă, a fost executată de către Angela Voiticeanu-Cărămidă din Arad.

## Imagini

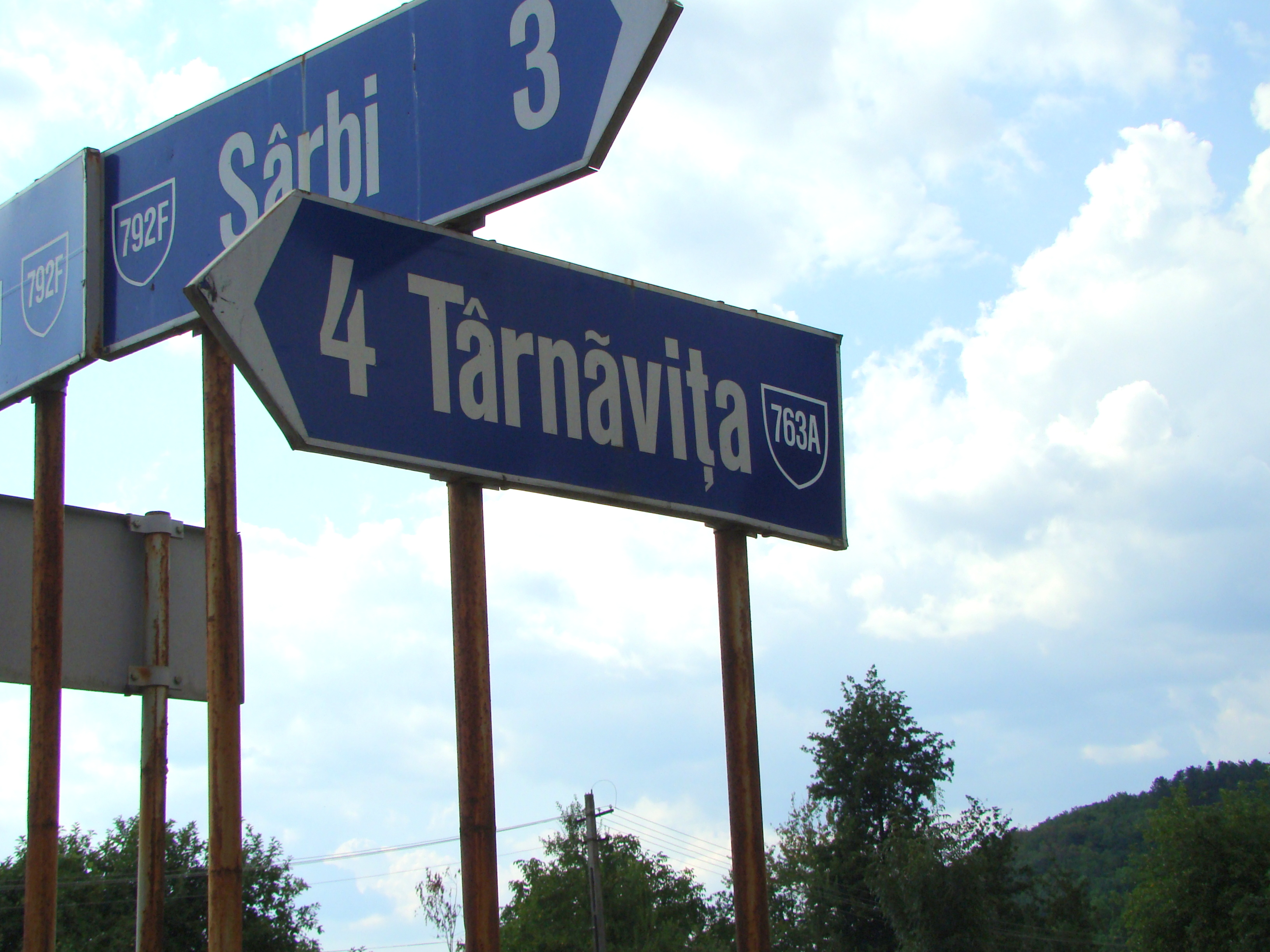
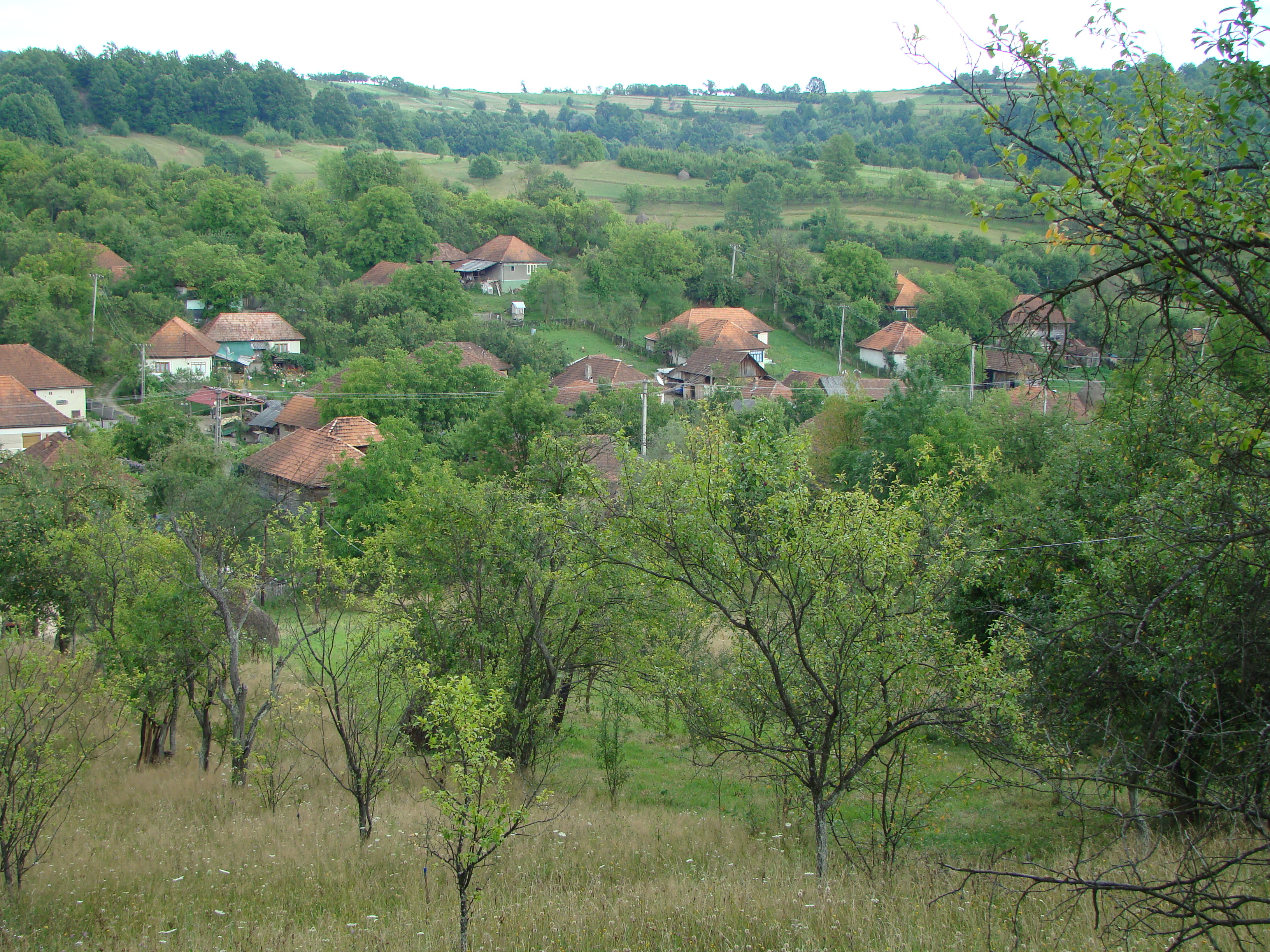
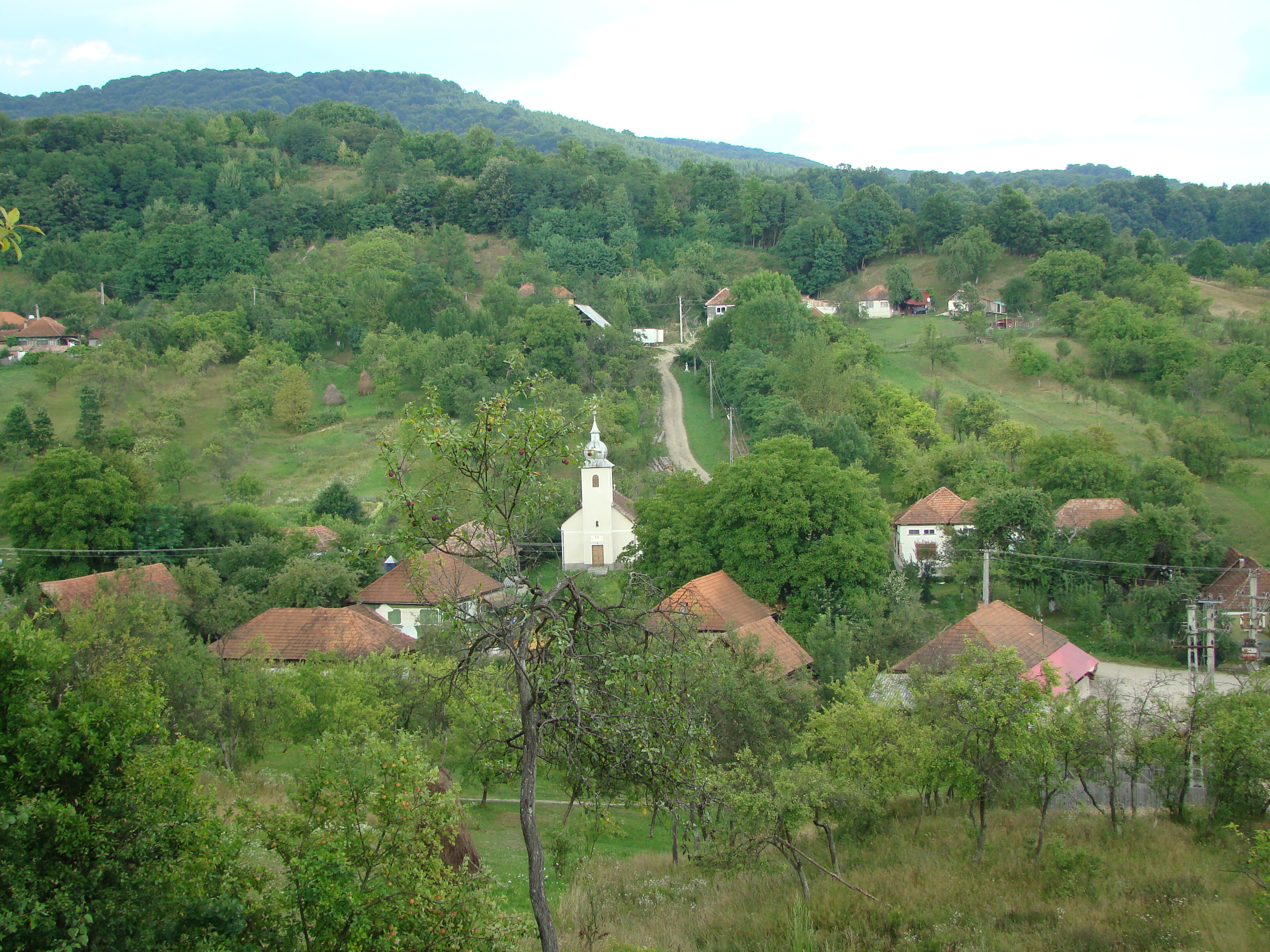
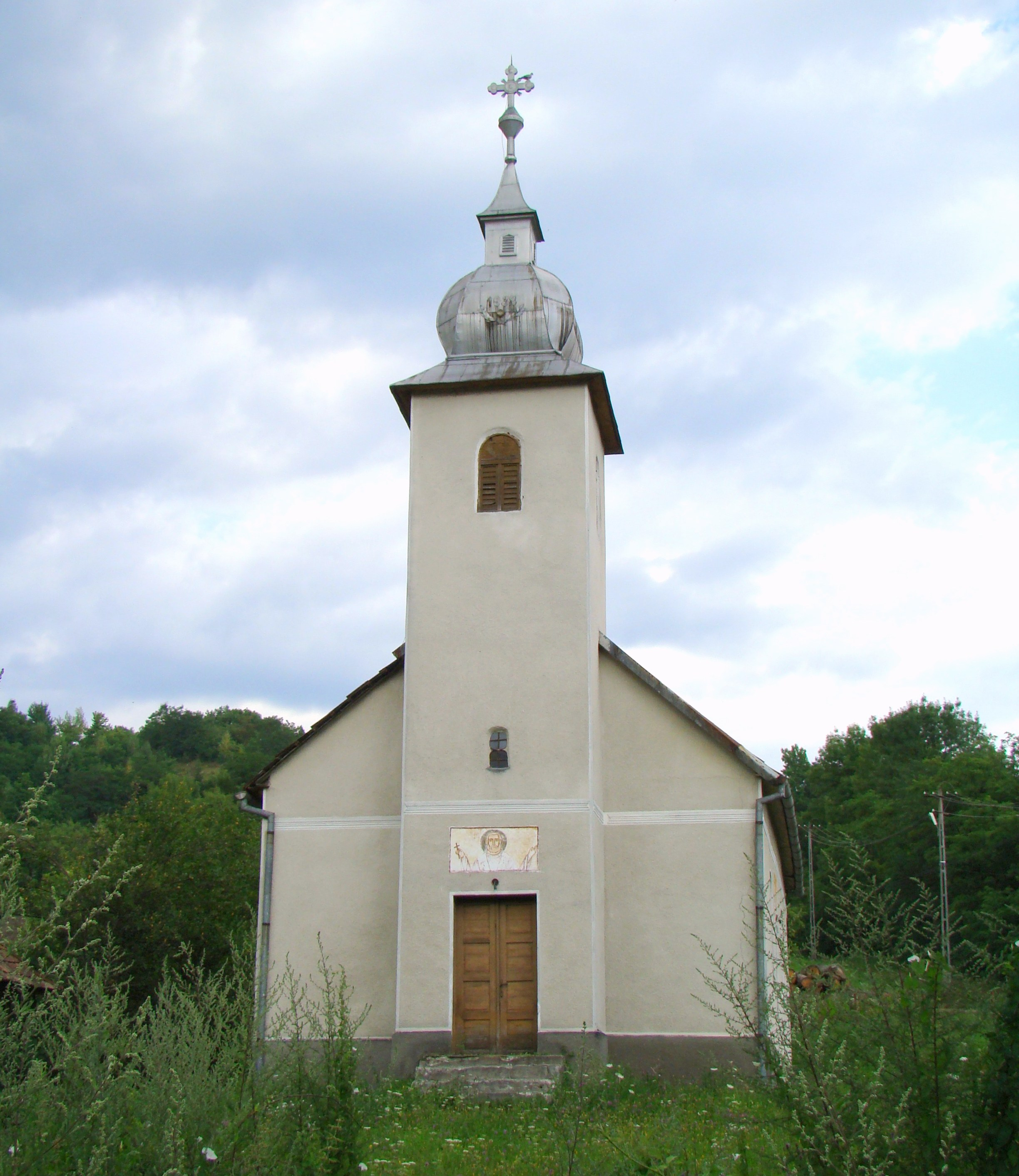
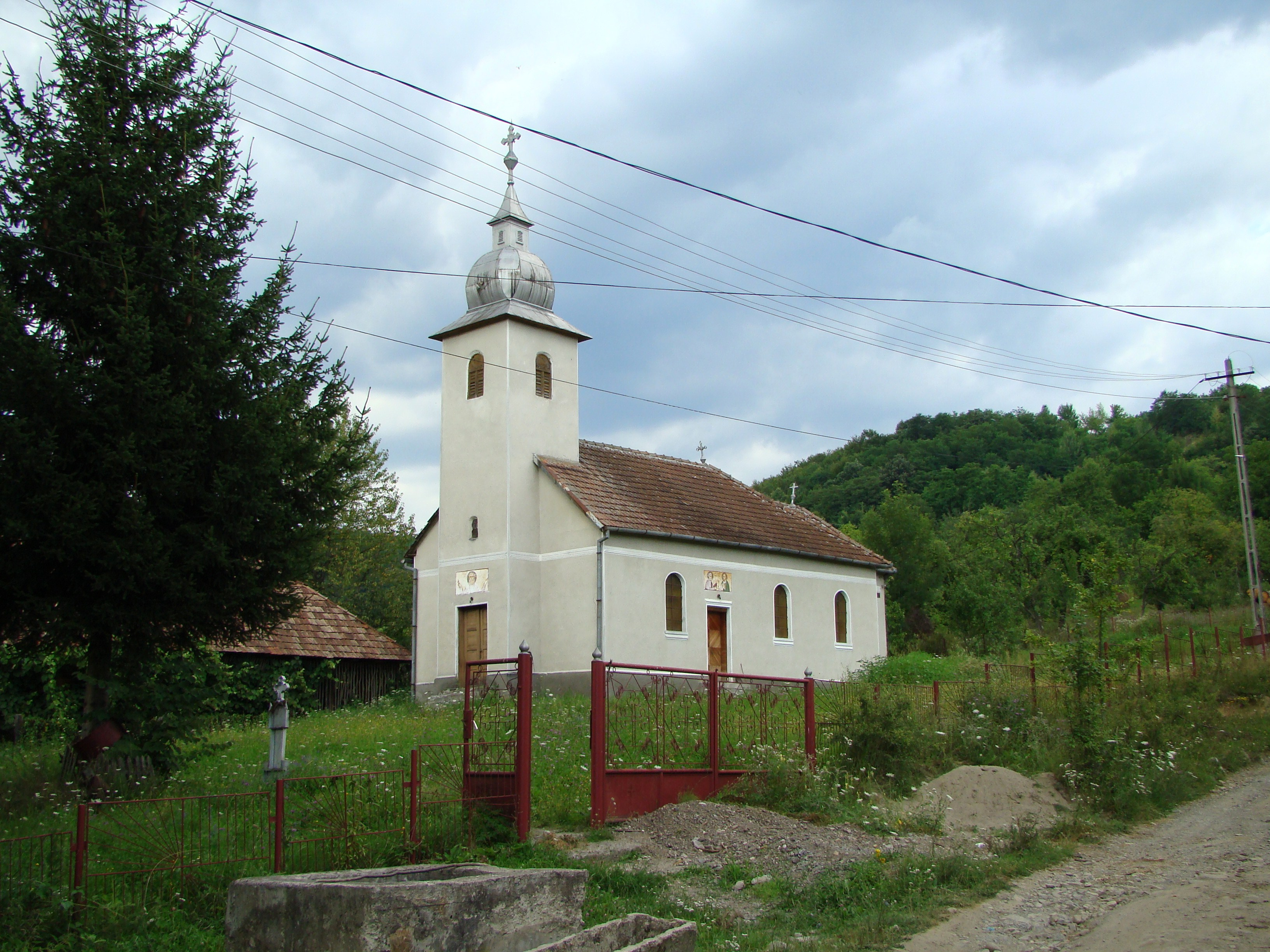
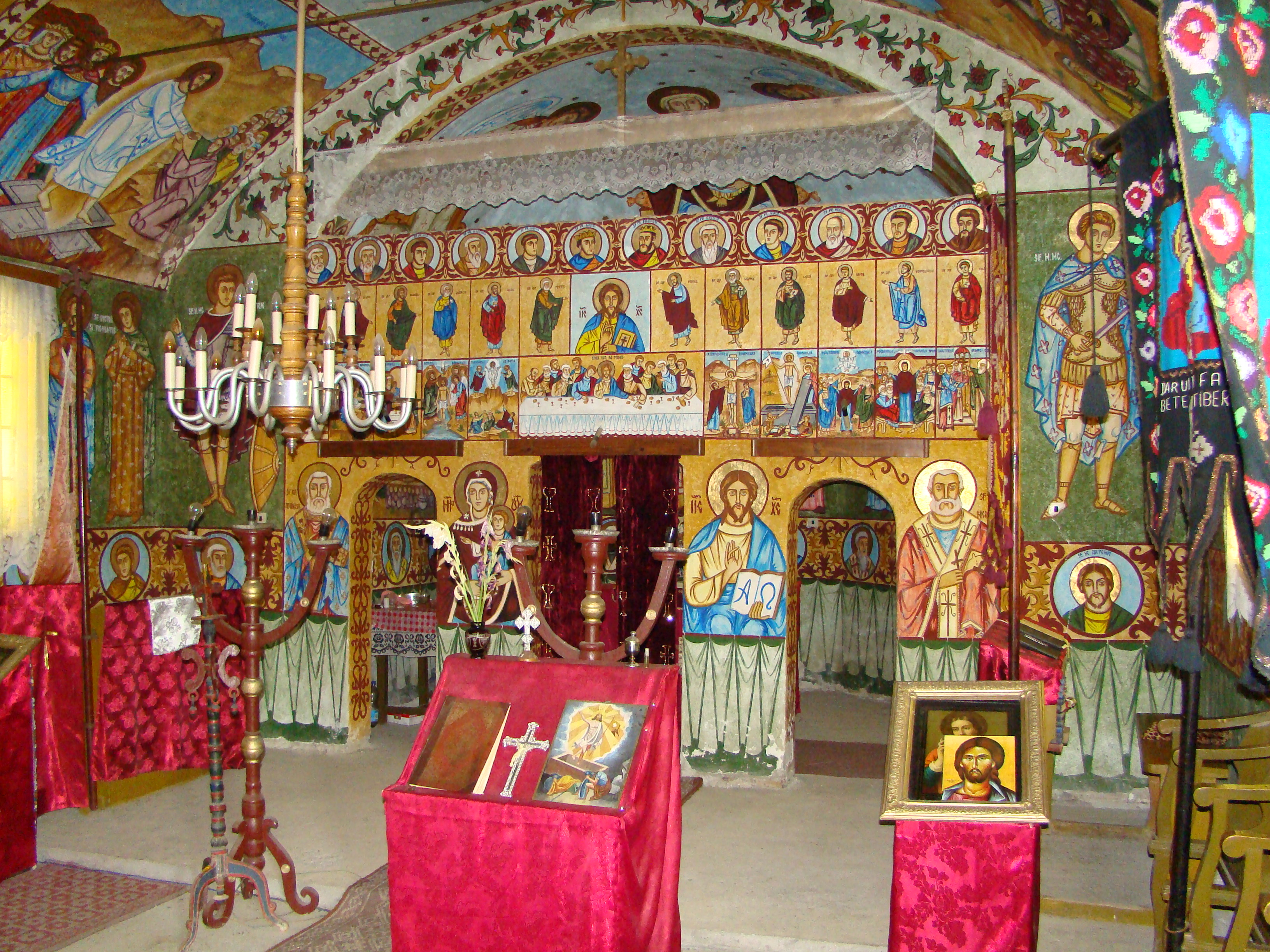
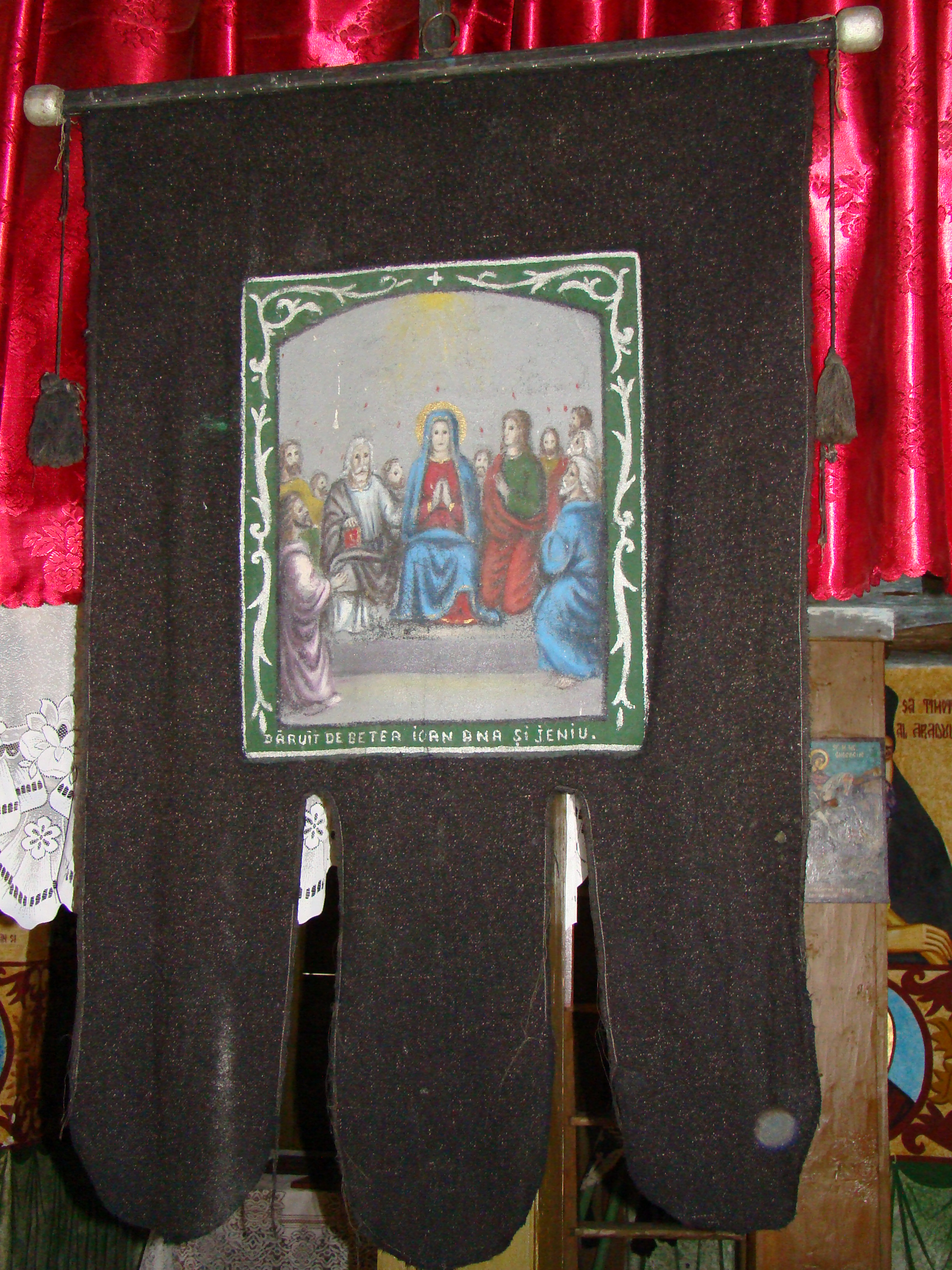
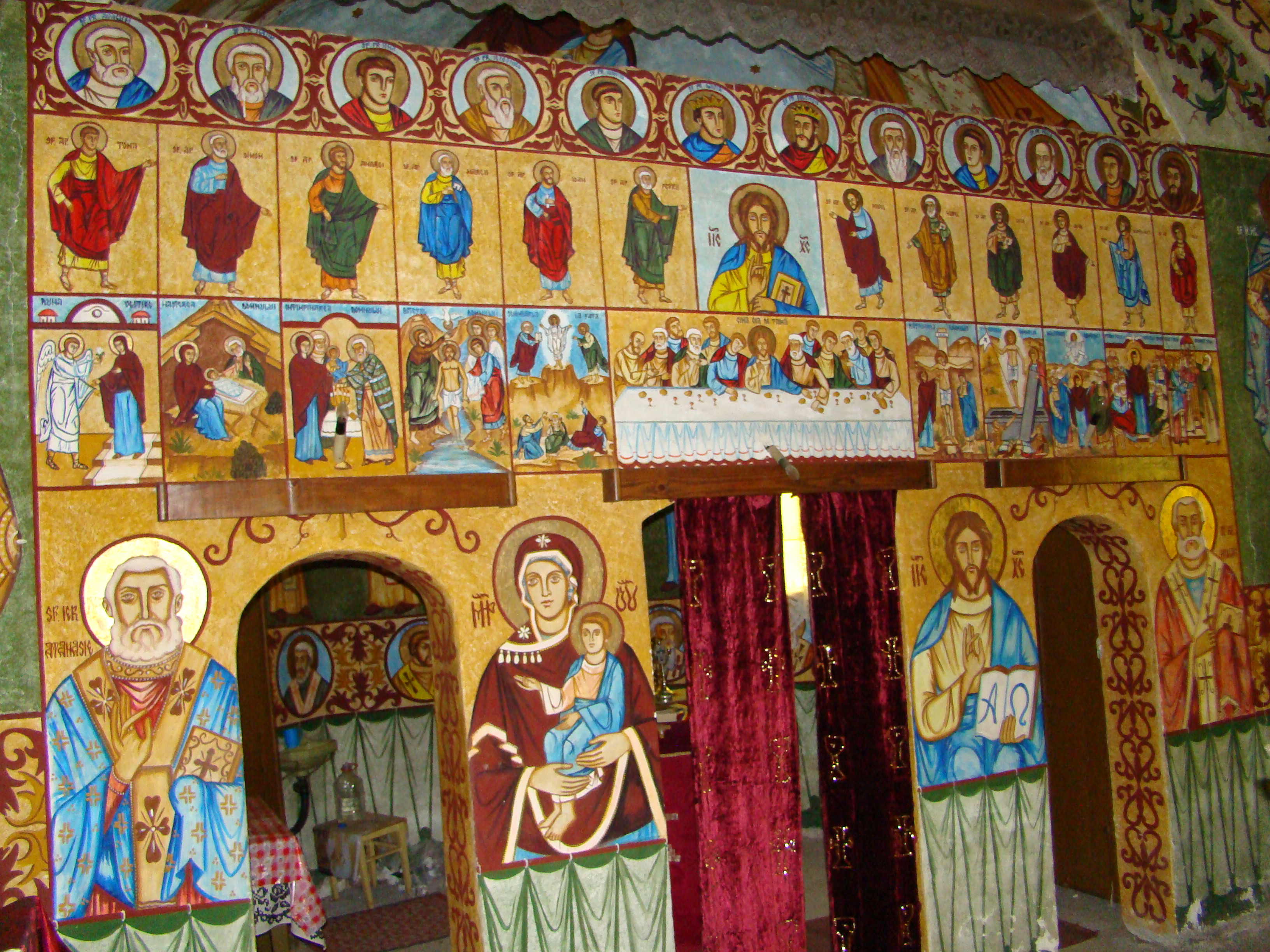
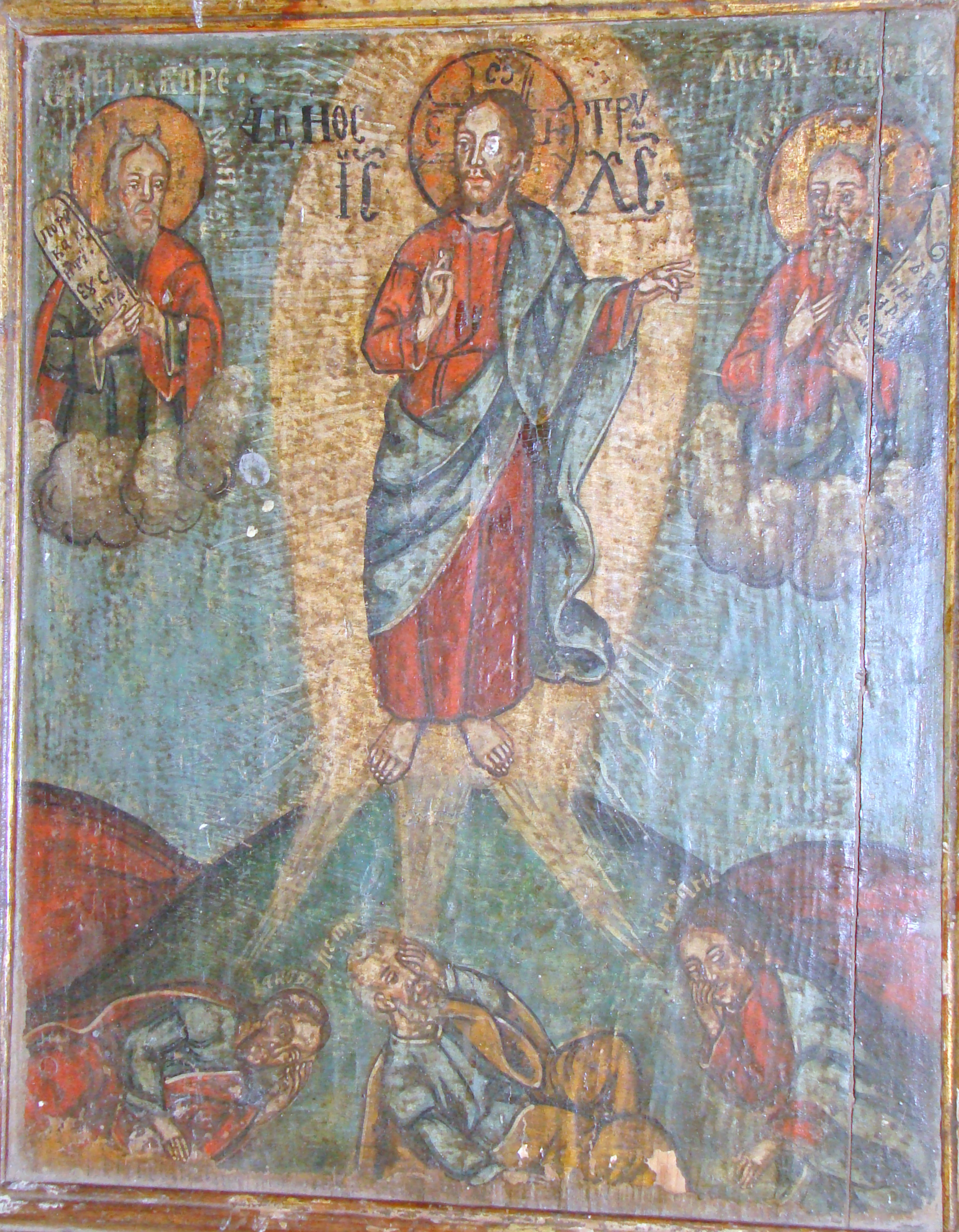
Icoană păstrată de la vechea biserică de lemn, început de sec. XVIII
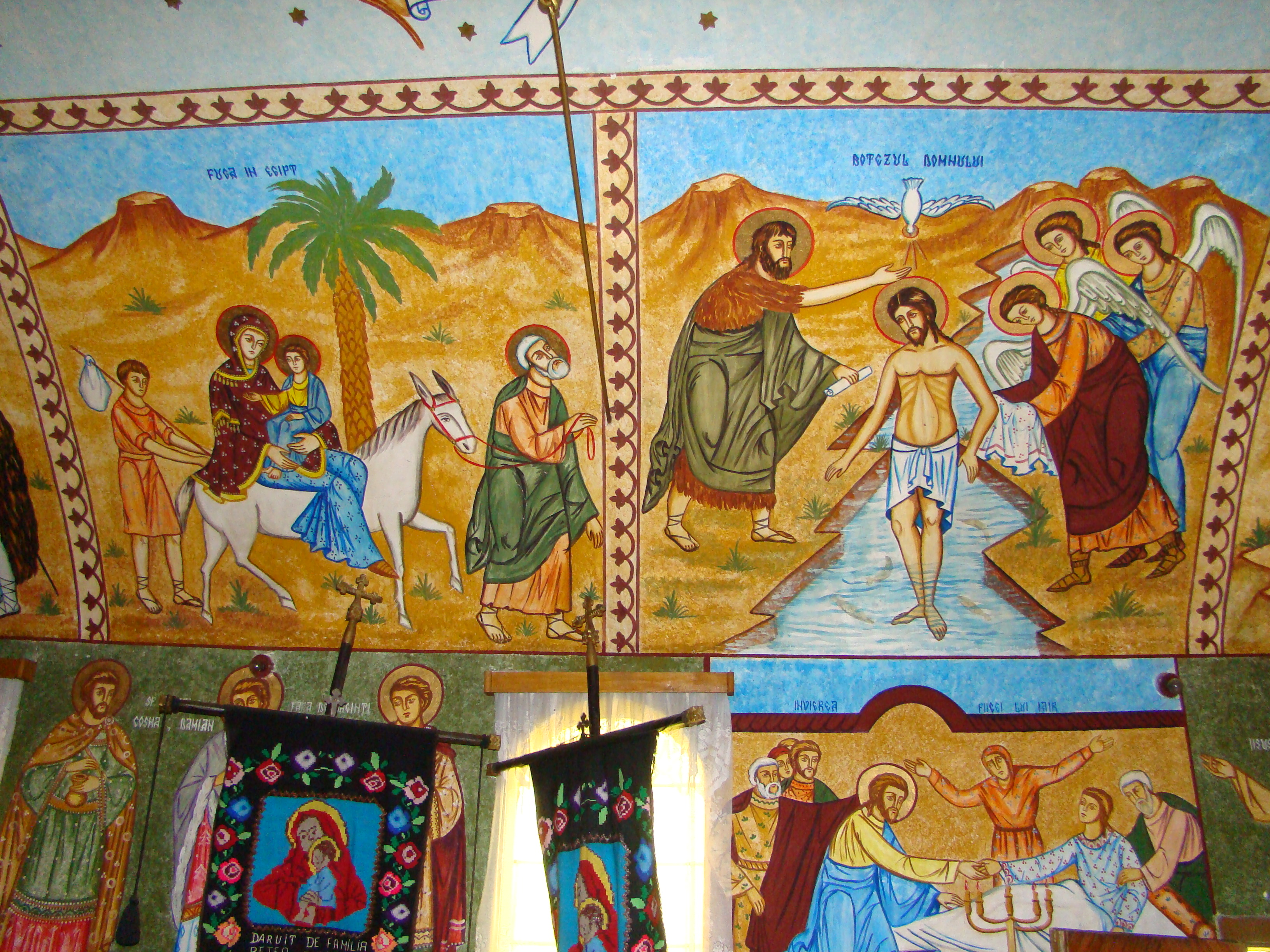
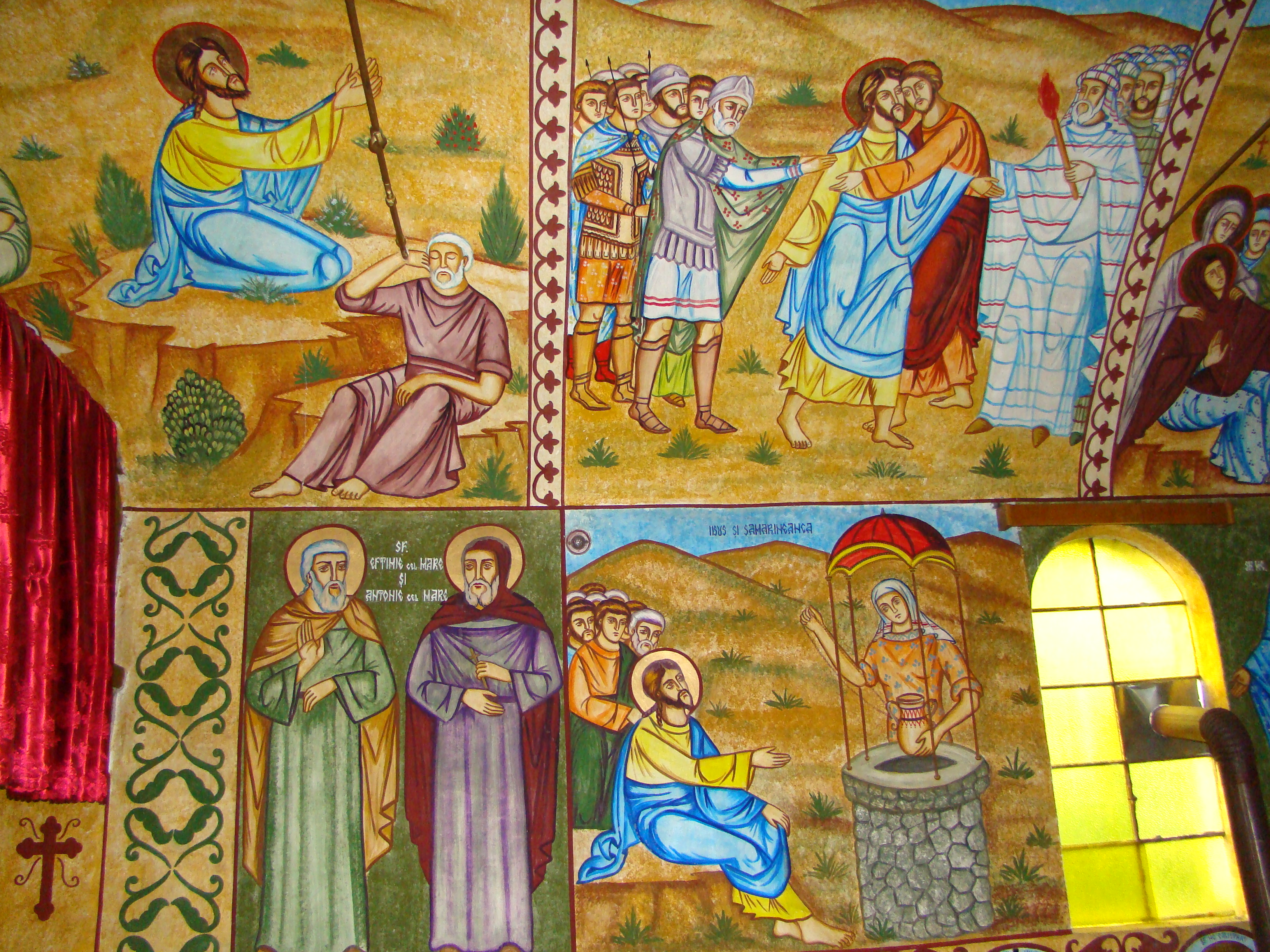
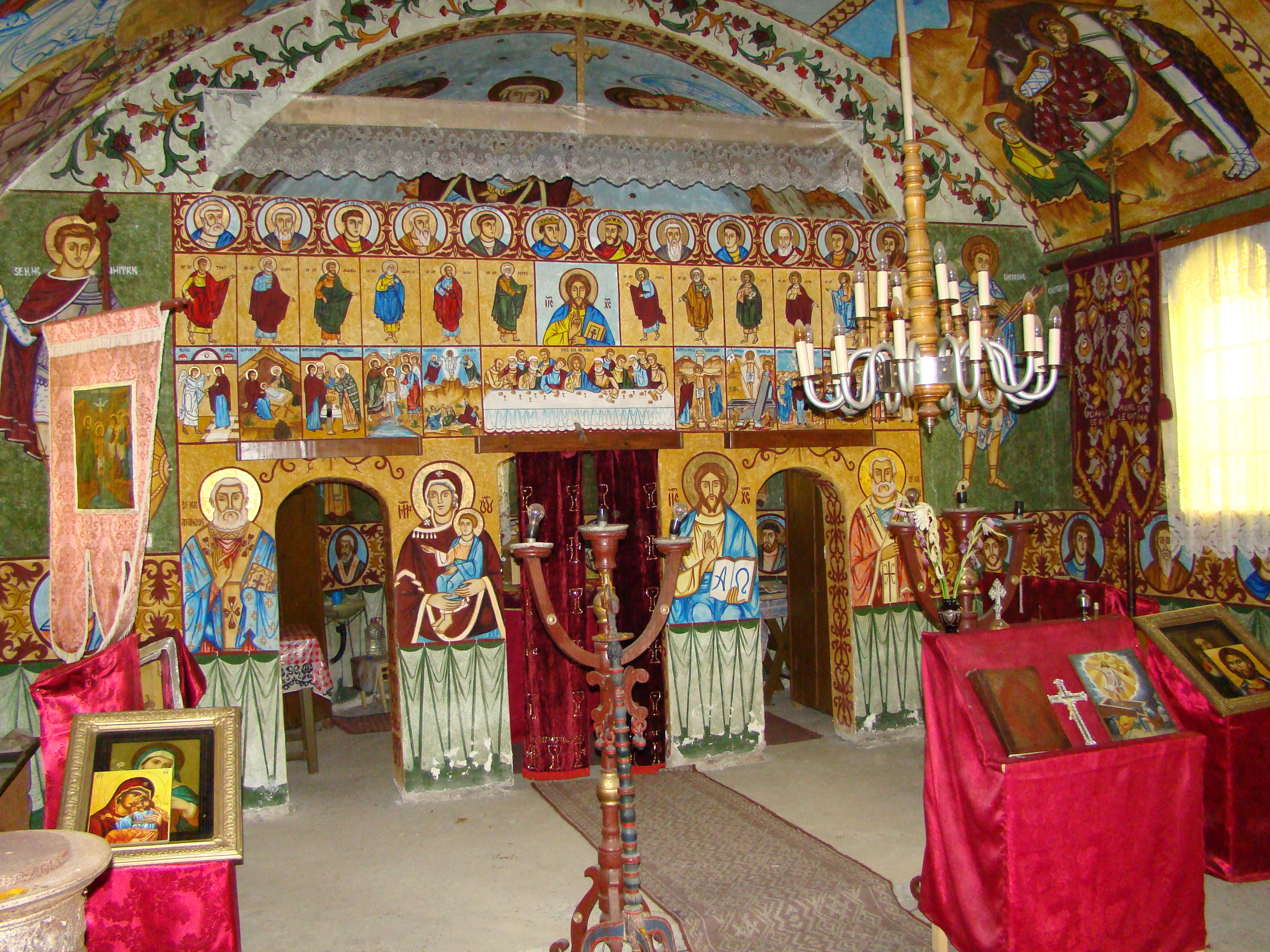
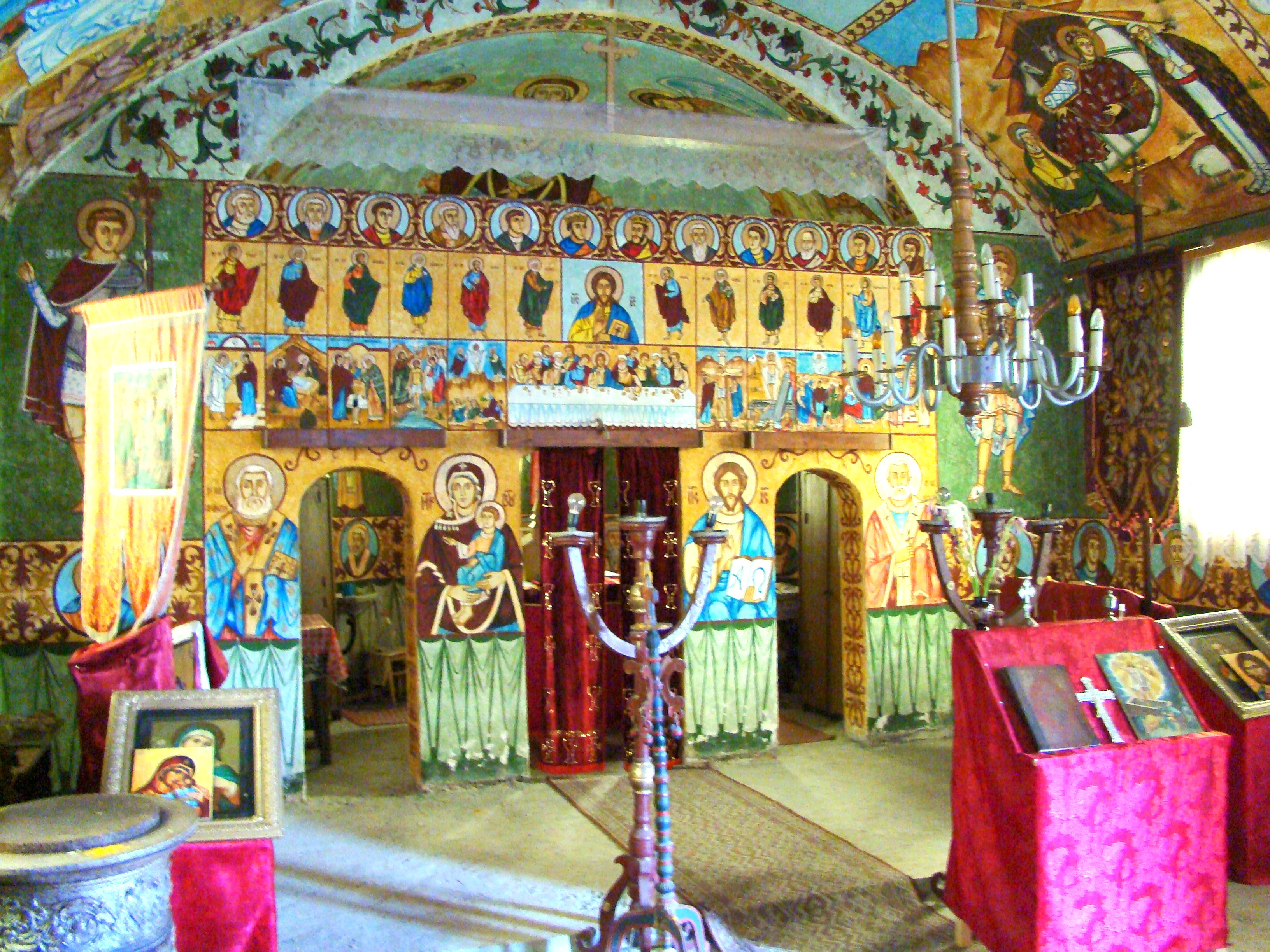
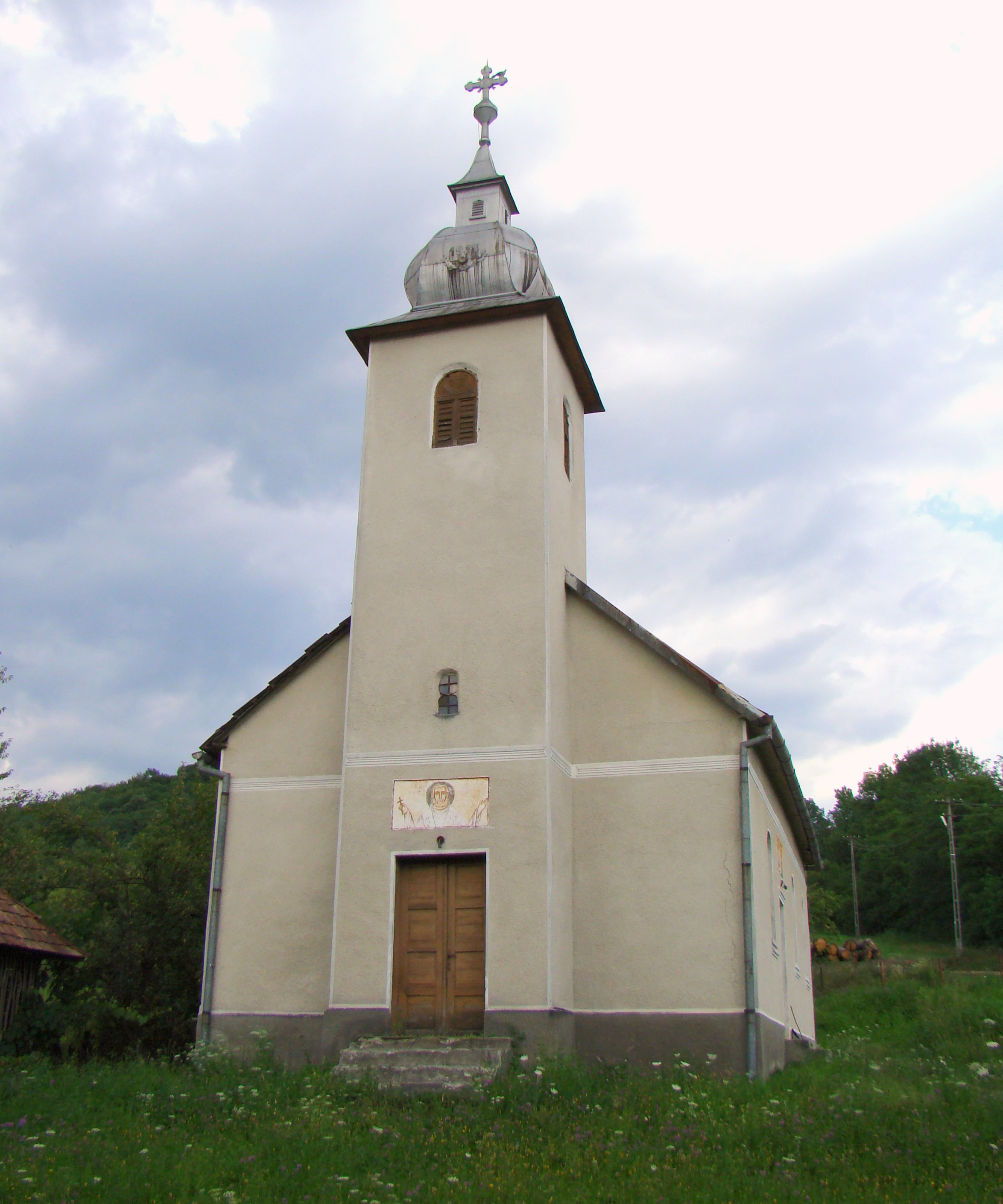
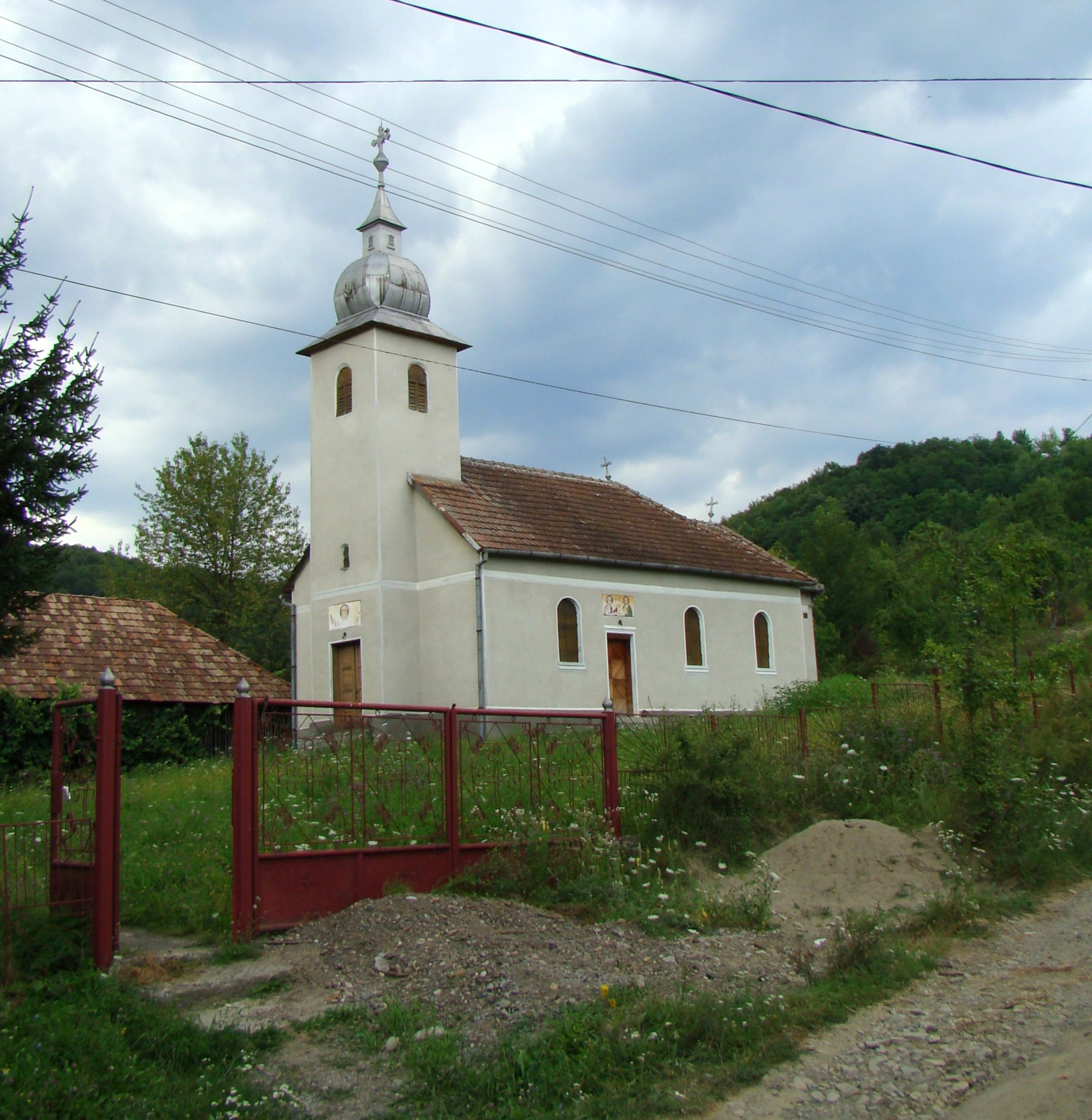